# Pidima
Pidima, localidad ubicada en la comuna de Ercilla en la Región de la  Araucanía, Chile.
Esta localidad cuenta con una población de aproximadamente 900 personas que viven en el poblado y en los sectores rurales.
La villa cuenta con una escuela básica y recursos básicos como; bomberos, telefonía, agua potable y electricidad, además de una antigua estación ferroviaria.
Los principales sectores económicos de la comuna están asociados a la actividad agrícola y forestal. En este sentido, a pesar de que predominan los suelos con capacidad de uso agrícola, la actividad forestal ha ido ganando espacio en los últimos años.
- Datos: Q6075189